# Wainwright Evans
John Wainwright Evans (* 13. Oktober 1883 in Alpena, Michigan; † nach 1957) war ein amerikanischer Journalist und Autor.

## Leben und Werk
Der Sohn eines episkopalen Geistlichen studierte an der Princeton University, wo er 1907 seinen Bachelor-Abschluss erwarb. Evans wurde 1908 Reporter beim New York Herald und wechselte 1910 zum St. Louis Globe-Democrat. Von 1911 bis 1915 unterrichtete er Journalismus an der Fakultät für Englisch der University of Arkansas. 1915 wurde er Assistant Professor für Journalismus an der University of Kansas. Zwei Jahre später gab er diese Stellung auf, um Redaktionsmitglied  der Zeitschrift Nation’s Business in Washington, D.C. zu werden.
Ab 1921 war Evans als freier Autor tätig. Als er Mitte der 1920er-Jahre bei dem Verleger Bernarr Macfadden unter Vertrag stand, wurde er 1924 hinzugezogen, um mit dem Jugendrichter und Sozialreformer Ben B. Lindsey an einer Artikelserie über die „The Revolt of Modern Youth“ (Die Revolution der modernen Jugend) für Macfaddens Magazin Physical Culture zu arbeiten. Die Serie stieß auf große Resonanz, wurde auch als Buch veröffentlicht und in verschiedene Sprachen übersetzt. Auf Einladung des Herausgebers des Frauenmagazins Red Book Magazine schrieben Lindsey und Evans 1926/27 eine weitere Serie über die Ehe, die unter dem Titel The Companionate Marriage (Die Kameradschaftsehe) ebenfalls als Buch erschien und übersetzt wurde. Die Vorschläge zur Kameradschaftsehe, „eine rechtskräftig geschlossene Ehe, mit gesetzlich anerkannter Geburtenkontrolle und dem Recht für kinderlose Paare, sich mit beiderseitiger Einwilligung jederzeit scheiden lassen zu können, ohne daß für gewöhnlich Unterhaltsbeiträge zu zahlen sind,“ waren hoch umstritten. In späteren Jahren beschäftigte sich Evans auch mit Okkultismus und Parapsychologie.
Evans war seit 1908 mit Edith R. Claggett, mit der er einen Sohn, den Astronomen John W. Evans, und eine Tochter hatte.

## Veröffentlichungen

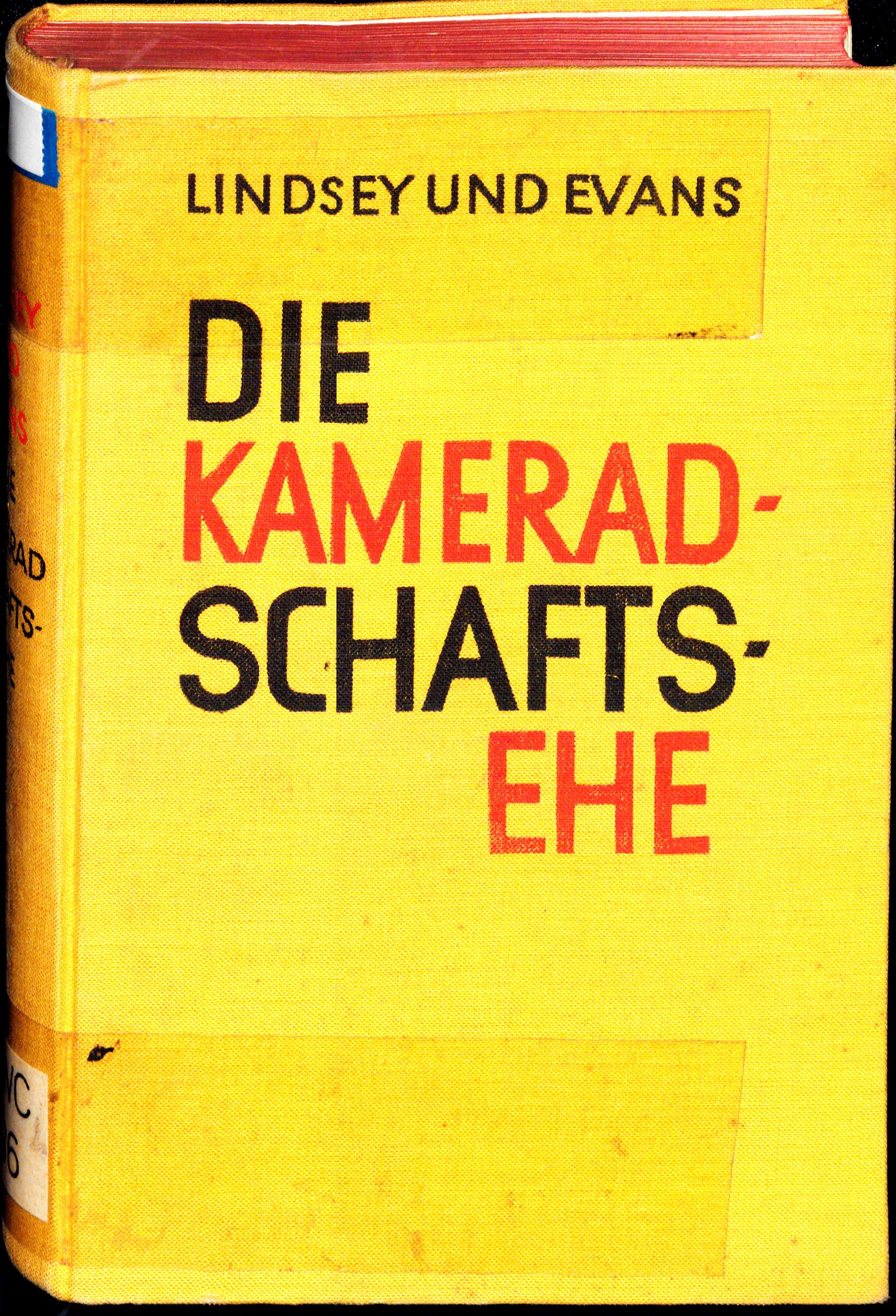

- mit Ben B. Lindsey: The revolt of modern youth. Boni & Liveright, New York 1925.
  - dt. Übersetzung u. Bearbeitung von Toni Harten-Hoencke und Friedrich Schönemann: Die Revolution der modernen Jugend. Dt. Verl.-Anst, Stuttgart 1925.
- mit Ben B. Lindsey: The companionate marriage. Boni & Liveright, New York 1927.
  - dt. von Rudolf Nutt: Die Kameradschaftsehe. Dt. Verl.-Anstalt, Stuttgart 1928.
- The Thunder Bird. The story of fire. T. Nelson and Sons, New York 1934.
- Is Sherlock Holmes alive?. Reader’s Digest Association, Pleasantville, N.Y. 1954.
- und Paul Calle: Was there a real Sherlock Holmes?. Macfadden Publications, New York, N.Y. 1954.
- Introduction. In: William McDougall. Explorer of the Mind. Studies in Psychical Research. hg. von Raymond van Over and Laura Oteri. New York 1967, S. 3–33.